# Monastère de Sapara
Le monastère de Sapara (en géorgien საფარის მონასტერი) est un monastère orthodoxe situé en Géorgie, dans la municipalité de Akhaltsikhe (Samtskhé-Djavakhétie).

## Description
Le monastère existe depuis au moins le IXe siècle et comportait douze églises dont trois existent encore. L'église de la Dormition est la plus ancienne (Xe siècle). La plus grande, l'église Saint-Sabas, date du XIIIe siècle et possède des fresques historique de grande qualité. Elle a été érigée par le prince de Samtskhé Beka Djakéli dont le père Sargis s'était retiré au monastère à la fin de sa vie.